# 몰튼 바이시클
몰튼 바이시클(영어: Moulton Bicycle 몰턴 바이시클[*])은 잉글랜드의 자전거 제조업체이다. 이 회사는 앨릭스 몰턴에 의해 1962년에 설립되었다. 몰튼 바이시클은 틀에 얽매이지 않는 프레임 디자인, 작은 바퀴, 전면 및 후면 서스펜션으로 유명하다.